# Mário Sérgio (portugalski piłkarz)
Mário Sérgio, właśc. Mário Sérgio Leal Nogueira (ur. 28 lipca 1981 w Paredes, dystrykt Wielkie Porto) – portugalski piłkarz występujący na pozycji obrońcy.

## Kariera piłkarska

### Kariera klubowa
W 1999 rozpoczął karierę piłkarską w FC Paços de Ferreira. W 2003 trafił do Sporting CP, z którym podpisał czteroletni kontrakt z opcją przedłużenia o rok, ale po dwóch sezonach został wypożyczony do Vitória SC. Latem 2006 jako wolny agent podpisał 1-roczny kontrakt z klubem Naval 1º Maio. W lipcu 2008 przeszedł do Metałurha Donieck. Po zakończeniu sezonu 2011/12 opuścił doniecki klub. W maju 2012 roku podpisał umowę z cypryjskim zespołem APOEL FC.

### Kariera reprezentacyjna
Występował w młodzieżowej reprezentacji Portugalii U-21.